# Đầu thủy triều

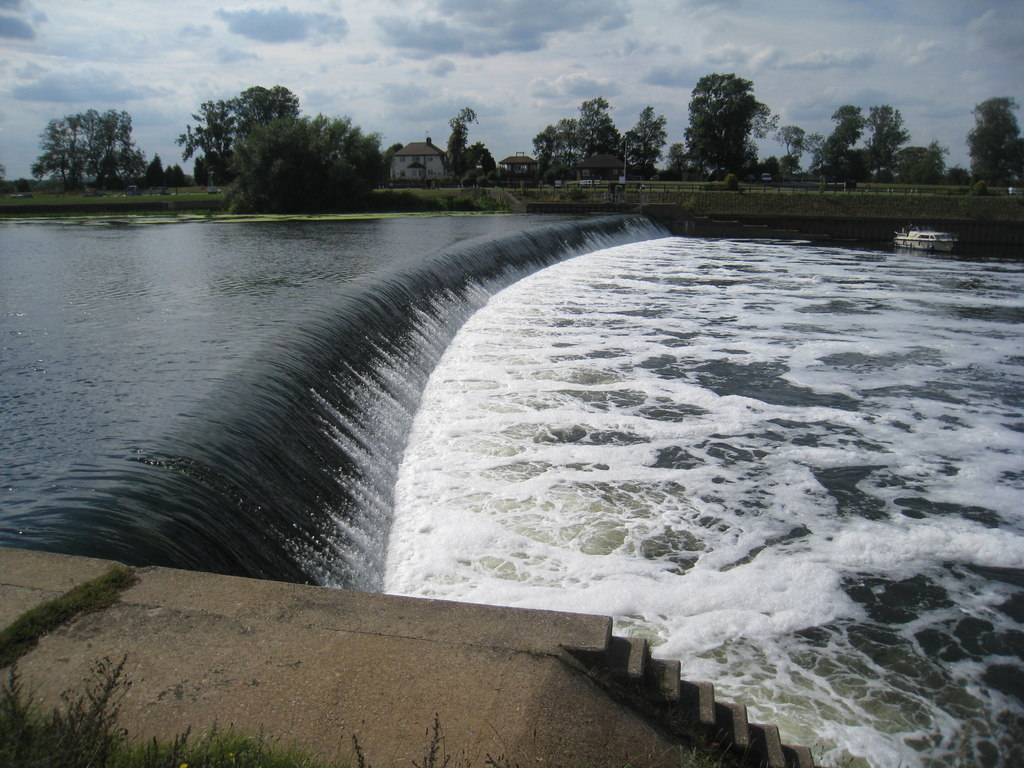
Cromwell Weir đánh dấu giới hạn thủy triều của sông Trent, một con sông chính tại Anh.

Đầu thủy triều hay giới hạn thủy triều là điểm xa nhất ngược dòng nơi một con sông chịu ảnh hưởng của các dao động thủy triều, hoặc là nơi mà các dao động nhỏ hơn một mức nhất định. Điều này áp dụng cho các con sông chảy vào các vùng triều như đại dương, vịnh và vùng châu thổ.
Mặc dù điểm này có thể dao động do giông bão, triều cường, các khác biệt hàng năm hay theo mùa của dòng chảy, nhưng nói chung luôn có điểm trung bình được chấp nhận như là đầu thủy triều (tại Vương quốc Liên hiệp Anh và Bắc Ireland nó được gọi là Normal Tidal Limit (giới hạn thủy triều thông thường), được ghi chú trên các bản đồ của Cục bản đồ Anh quốc là 'NTL'). Các dữ liệu thủy triều của sông được ghi chép tại các điểm khác nhau xuôi dòng từ điểm này. Đầu thủy triều của sông có thể được coi là ranh giới trên của cửa sông của nó.
Đầu thủy triều là quan trọng trong đo đạc địa hình, giao thông đường thủy và quản lý nghề cá, và vì thế nhiều chế định tài phán đã thiết lập đầu thủy triều pháp lý. Do đầu thủy triều là hữu ích trong giao thông đường thủy nên các bản đồ tách biệt có thể vẽ các đới thủy triều tới đầu thủy triều, chẳng hạn như các bản đồ vẽ tại New Jersey.
Đầu thủy triều có thể cách xa nhiều kilômet ngược dòng khi tính từ cửa sông. Chẳng hạn trên sông Hudson nó nằm cách cửa sông 225 kilômét (140 mi), gần Albany (bang New York). Trên sông Saint Lawrence, thủy triều ảnh hưởng tới vận tải thủy ngược dòng tới điểm vượt qua thành phố Quebec, điểm trong nội địa nằm cách vịnh Saint Lawrence và Đại Tây Dương vài trăm dặm.